# 증기 기관차

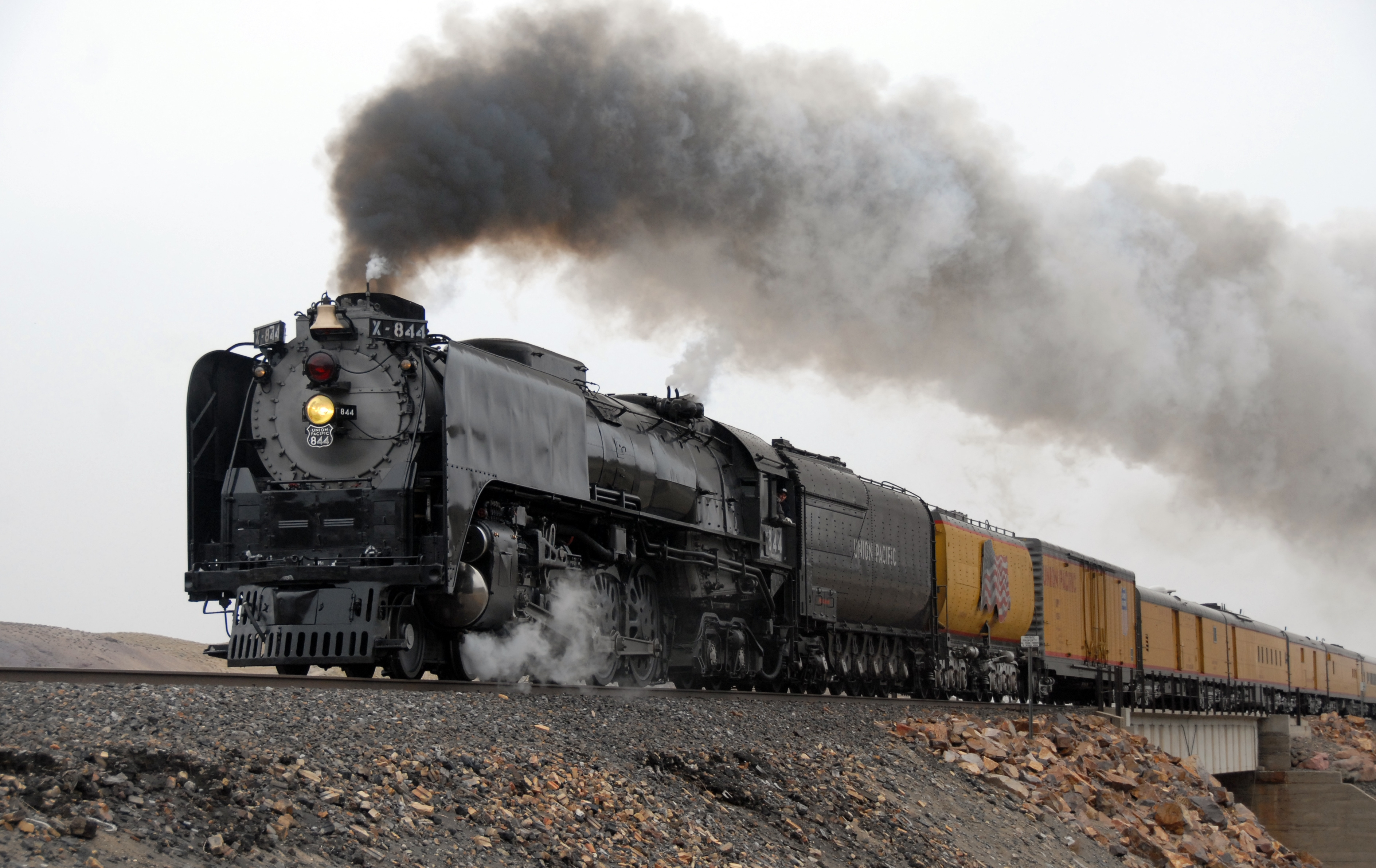
Union Pacific 844. 미국 네바다주.

증기 기관차(蒸氣 機關車, 영어: steam locomotive)는 증기 기관에서 구동력을 얻어 움직이는 기관차를 말한다.

## 역사

### 초창기
증기 기관차의 역사는 철도의 역사와 그 궤를 같이한다고 볼 수 있다. 18세기에 도입된 마차철도를 제외하면 철도의 동력원은 전적으로 증기력에 의존할 수밖에 없었기 때문이다.
증기 기관을 사용한 교통수단의 시도 중 가장 앞서 제시될 수 있는 것은 리처드 트레비딕의 펜-이-다렌(Pen-y-darren) 광업용 궤도용 증기 기관차로, 1804년에 만들어진 것이다. 이후 트레비딕은 "캐치-미-후-캔(Catch-me-who-can)" 호를 만들어 기동하는 데 성공하지만, 원형으로 깔아놓은 주철제 궤도의 파괴로 안정적인 주행에는 실패하였다. 이후 1812년에 톱니바퀴식 구동을 채용한 살라망카(Salamanca)호, 1813년에는 점착 운전에 성공한 퍼핑 빌리 호 등이 등장하였다. 이후 1814년 조지 스티븐슨이 현재의 여러 기관차들과 유사한 특성을 가진 블뤼허(Blücher) 호를 만들었으며, 이후 1825년에는 최초의 공공 철도인 스탁턴 앤드 달링턴 철도(Stockton and Darlington Railway)의 로코모션(Locomotion)호가 등장하게 되었다.
이후 이 로코모션 호의 기본적인 설계는 1829년의 로켓(Rocket)호 등에 파급되었으며, 이후 최초의 양산형 기관차인 플래닛(Planet) 형 기관차에 이어지게 되며, 이 시점에서 앞쪽으로 돌출된 횡치식 보일러, 연돌, 크랭크 직접 구동 등과 같은 증기기관차의 기본적인 레이아웃이 자리잡게 되었다.
영국에서의 증기 기관차의 개발 이후, 여기에 영향을 받아 미국과 독일 등지에서도 고유한 기종이 개발되기 시작하였다. 미국의 경우 초기에는 영국산 기관차의 직도입 내지는 넉다운 도입 정도에 머물렀으나, 1830년에 이르러서는 찰스턴의 친구(Best friend of Charleston)를 스스로 생산해 내기 시작하였다. 이후 많은 시행착오를 겪으면서 미국의 기관차는 영국과 구별되는 고유의 설계 관념이 형성되어 갔다. 유럽의 각 국 역시, 초기에 영국제 기관차로 시작하여, 점차 자국 사정에 맞는 고유의 구조와 형상으로 발전해 가기에 이른다.

### 발전과 쇠퇴
이후 증기 기관차는 철도망의 신장과 함께 철도 운송의 중추를 이루게 된다. 증기 기관차는 과열증기의 도입, 연소 및 배기의 고도화, 복식(다단 팽창식) 구조 및 피스톤 수의 증가 등 각종 기술적 발전을 통해 고속화, 대형화, 강력화되었다.
20세기에 이르러서는 2~5축의 동륜과 수 개의 종륜에 백 톤 내지 그 이상의 자중을 가지며, 수 백 마력의 힘으로 여객과 화물을 수송하기에 이른다. 1935년에 등장한 독일의 BR05형 증기 기관차는 최고속도 200.4km/h를 달성한 바 있으며, 이후 영국의 A4형 증기기관차는 1937년에 5퍼밀 하구배 구간에서 최고 속도 201km/h를 유지하는 기록을 달성하여 증기 기관차로서는 최고속을 달성하였다. 한편 미국에서는 챌린저(Challenger)형이나 빅 보이(Big Boy)형, Y6b형 등 400톤이 넘는 거구에 수 천톤에 달하는 화차를 단독으로 견인하는 초대형 기관차가 등장하기에 이른다.
그러나 2차 대전은 이러한 증기 기관차의 발전 경쟁을 중단시켰으며, 1912년경에 등장한 디젤 기관차는 점차 증기 기관차의 입지를 침식해 가기에 이른다. 2차 대전이 끝난 이후 여러 노선에서 무겁고 손이 많이 가는 증기 기관차 대신 무연, 고속, 고성능을 가진 디젤 기관차를 이용하기 시작하였으며, 따라서 점차 그 입지는 줄어들게 되었다. 증기 기관차는 1950년대를 정점으로, 점차 일선에서 사라지기 시작하여 1970년 이후로 주요 산업국가에서 증기 기관차를 찾아보기는 어렵게 되었다.
한편, 간선망에서 증기 기관차의 역할은 더 이상 남아있지 않지만, 증기 기관차의 독특한 동작 소음과 매연, 그리고 이미지는 많은 사람들에게 강하게 각인되어 있었는데, 그 결과 세계 각지에서는 지선 또는 보존 철도 등지에서 관광 용도의 증기 기관차의 복원 운행이 이루어지게 되었다. 대개의 나라에서 여객과 화물 일선에 쓰이지 않게 되었지만, 증기기관차는 관광객들을 불러모으는 특별한 장치로서 그 위상을 새롭게 하고 있다.

### 한국에서의 증기 기관차
한국에서는 1899년 9월 18일에 경인선 철도 개통과 함께 모가형 증기 기관차가 도입된 것이 최초이며 이후, 경부선의 개통과 더불어 증기 기관차의 도입은 확대된다. 이후 계속해서 다종다양한 증기 기관차가 도입되며, 특히, 1920년경 이후부터는 자체적으로 증기 기관차를 조립 생산하기에 이르렀으며, 이후 기관차의 고성능화 및 급행열차 운전이 본격화되면서, 파시형 증기 기관차, 미카형 증기 기관차 등 대형 기관차들이 속속 도입되었다.
8.15 해방 이후 기술 부족과 경제적, 정치적 혼란 와중에서도 남은 부속과 미 군정청으로부터 지원받은 부속을 바탕으로 파시형 증기 기관차 등을 추가 생산하여 여객 일선에 투입하기도 하였으나, 한국 전쟁의 발발로 인해 철도 시설은 심각한 타격을 입었으며 그 결과 기관차의 신규 생산 능력은 물론, 정비와 검사 능력 역시 크게 악화되었다. 이 당시 차량의 수급이나 확보의 어려움 때문에, 미국으로부터 수 종류의 증기 기관차를 원조를 받아 사용하기도 하였다.
이후 증기 기관차는 한동안 철도 교통의 중추적 역할을 수행하였으나, 점차 새로 도입되는 디젤 기관차에 의해서 그 역할은 점차 축소되었다. 증기 기관차는 일반적인 디젤 기관차나 전기 기관차에 비해 연비가 나쁘고 성능 면에서도 충분하지 못했으며 더욱이 대개의 차량이 중고 도입 내지는 일제 당시에 생산된 차량으로 상태가 좋지 못한 경우가 많아서 증기기관차를 계속 유지하는 것은 쉽지 않은 일이었다. 이러한 배경 하에서 철도의 동력 근대화가 추진되면서 증기기관차는 1967년 8월 31일에 공식적으로 정기 열차로써의 역할은 종료하게 되었으며 이후 임시 또는 입환용 기관차로서 서서히 도태 경향을 보이게 되었다.
그러나 이것이 증기 기관차의 전격적 폐지를 의미하는 것은 아니었다. 본선에서 은퇴한 기관차들은 이후 유사시를 대비하여 여러 대가 유지되었으며, 그런 차량 중 일부가 1981년도에 복구되어 특급 객차를 견인하는 복원 운행을 하기도 하였다. 그러나 1980년대의 경제여건은 더 이상 증기 기관차의 유지를 필요로 하지 않았기에 이후 복원 운행은 유지되지 못한 채 각지에 전시차량으로 전부 소진되기에 이른다. 이후 1994년에 중국으로부터 901호 증기 기관차가 도입되어 교외선에서 정기운행을 하였으나, IMF 이후 호응도가 떨어지고 차량 유지에 큰 어려움이 발생하여 폐지되어 현재에 이르고 있다.
북한에서는 아직도 증기 기관차를 현업에서 사용하고 있다.

## 구조
| - 01. 화실 - 02. 재받이 상자 - 03. 물을 채운 보일러 - 04. 연실 - 05. 운전실 - 06. 탄수차(텐더) - 07. 증기 배출구 - 08. 안전 밸브 | - 09. 조절 밸브 - 10. 과열기(연실 내부) - 11. 피스톤 - 12. 분사관 - 13. 밸브 기어 - 14. 조절봉 - 15. 추진 프레임 - 16. 후면 포니 트럭 | - 17. 전면 포니 트럭 - 18. 베어링과 차륜 상자 - 19. 판스프링 - 20. 제동자 - 21. 공기 제동 펌프 - 22. (전면) 중앙 연결기 - 23. 기적 - 24. 모래 상자 |

### 차체
- 운전실(Driver-cab)
- 프레임
- 연결기

### 보일러
보일러는 증기를 발생하기 위하여 물을 끓이는 장치를 말하며, 증기 기관차의 부품 중 가장 큰 비중을 차지한다. 초기의 증기기관차의 경우 그 형식이 다양하였으나, 점차 지금과 유사한 횡치형의 연관을 대량으로 가진 보일러 형태로 발전해 왔으며, 보일러의 증기 압력 및 온도 역시 향상되어 그 동력성능에 기여하였다.
- 화실 :
- 연관 : 연소 되면서 불꽃이 지나가는 보일러내의 관으로 관 내부로 연소 불꽃이 지나가면 연관식, 내부에 물이 지나가면 수관식으로 분류 된다.
- 화격자
- 증기돔 : 증기기관차의 흔들림에 따라 물(관수)이 출렁이는데 이때 증기실의 물빨림현상[프라이밍]을 막아 준다.
- 안전밸브 : 보일러 내의 증기압력이 초과 발생시 증기를 외부로 분출시켜 보일러 및 증기 배관의 파손을 막는 장치로 저양정식, 고양정식 전량식으로구분이 되며 종류로는 중추식, 스프링식 등이 있다.
- 과열기(過熱機; Superheater) : 보일러에서 만들어진 증기를 재가열하여 건도가 높은 증기를 만들어 줌으로써 증기 실린더의 마모를 막아주며 더 큰 힘을 낼 수 있게 한다.
- 연실
- 연도(煙道)
- 폐기 노즐(廢氣- ; Blastpipe)
- 기적 : 증기가 끓을 때 나는, 큰 호루라기 소리를 내는 장치.

### 구동부

구동부의 동작

보일러에서 만들어진 증기를 직접 동력으로 전환하는 부분이다. 증기의 압력을 실린더의 왕복운동으로 전환하여 운동에너지로 바꾸고, 이를 각 차륜에 전달한다.
- 실린더
- 밸브 장치
  - 스티븐슨(Stephenson)식
  - 왈샤트(Walschaert)식
  - 그레슬리 복합(Gresley conjugated)식
- 크랭크
- 크랭크로드
- 기어
- 샤프트(샤프트식 기어드 증기기관차 한정)

### 차륜
직접 차체를 지탱하고, 차량의 구동을 한다.
- 차축
- 전륜(또는 선륜 혹은 유도륜)
- 동륜
- 후륜(또는 종륜)

### 그 외의 구성요소
- 탄수차
- 디플렉터(Deflector)

## 장단점
증기 기관차는 다음과 같은 장단점을 가진다. 현재, 장점보다 단점이 커서 효용성이 떨어지기 때문에 일선 운송업에서는 거의 사용되지 않으며, 주로 관광용으로만 사용하고 있는 정도다. 다만 국가총력전이 발발한 우크라이나는 개전초 디젤기관차 다수 상실과 전력 수급시설 파괴에 따른 잦은 전기기관차 사용불가로 인하여 가용 기관차 수량이 급감한 것인지, 현역으로 다시 투입한 것 같다는 주장이 있다.

### 장점
1. 증기기관차는 그 연료의 품질, 종류에 관계없이 물을 끓일 수 있을 만큼의 열이 된다면 사용할 수 있다. 따라서, 석탄 외에 원유나 경질유, 또는 중유, 벙커C유 등 다양한 유종을 사용할 수도 있으며, 심지어 목탄이나 임업 부산물, 전기 역시 사용할 수 있다. 전철화가 매우 잘되어 있는 스위스에선 2차대전간 연료가 항시 부족했던 나치 독일의 석탄 수출 금지로 인해 연료가 모자라져서 석탄증기기관차에 전기화 개조를 한 외부가선급전식 전기증기기관차가 다니기도 했다.
2. 증기기관차에서 발생되는 따뜻한 증기를 통해 객차의 난방을 해결할 수 있다.

### 단점
증기기관차는 동시에 여러 단점을 가진다.
1. 연료가 가진 에너지의 10% 이하만이 동력으로 사용된다. 단, 이는 피스톤식의 이야기로 터빈식은 더 높은 효율을 낸다.
2. 보일러를 점화하고 물이 끓어 기관차가 움직일 때까지 엄청난 시간이 걸린다.
3. 디젤 기관차에 비해서 항속거리가 짧으며, 이로 인해 잦은 기관차 재보급이나 교체 시간이 필요하다. 특히 용량이 작은 입환용 탱크형은 그중에서도 독보적으로 자주 재보급을 받는다.
4. 증기 기관차는 잦은 점검 주기를 가져야 하는 등 유휴 시간이 많다.
5. 승무원 또는 보수, 수선하는 사람들이 겪어야 하는 연기, 재, 열기로 인한 고충 사항이 크다.
6. 투탄원이 필요한 경우가 대부분이고 수동 도유가 필수이며 구배 통과나 공전에 의한 열차 실속 시 수동으로 모래를 선로에 부어야 하는 만큼 승무에 투입되는 인원이 많아(3~5명가량 투입) 인건비가 많이 든다.
7. 그외 전반적인 노동환경이 불량하다.

## 분류
증기기관차의 세부 분류는 구동 방식, 연료/물 적재 방식, 차륜 배치, 차량 구조상의 특징, 열원 등에 따라 상당히 다양한 분류가 존재하나, 엄밀한 분류체계가 자리잡은 것은 아니다. 주요한 종류는 다음과 같다.

### 구동방식에 따른 구분
크랭크식 증기 기관차차륜과 실린더가 직접 크랭크로드로 연결된 가장 일반적인 방식.
기어식(기어드) 증기 기관차차륜의 구동을 기어와 샤프트에 의해서 실시하는 방식. 미국의 샤이(Shay) 형 증기 기관차 등.
전기식 증기 기관차20세기 초엽에 잠시 등장했던 방식으로, 발전기를 증기기관으로 구동하고, 모터로 차륜을 구동하는 방식. 반대로 전기를 외부가선으로부터 받아 물을 끓이고, 증기로 차륜을 구동하기도 했다.

### 연료/물 적재 방식에 따른 구분
탱크식 증기 기관차기관차 자체에 직접 연료와 물을 적재하는 방식. 입환용이며 단거리 노선에도 사용됨. 이는 입환이 역 구내에서만 이루어지는 것이 아니라 역과 역 사이에서도 이루어질 때가 있어서 가능한 것임. 장거리 운행 시 자주 급변하는 차량 중량과 자주 소진되는 연료 및 증기용 용수로 인해 자주 정차하여 급유/급탄 및 급수를 동시에 받아야 하여 필수정차횟수가 늘어나 운행시간이 길어지기 때문에 단거리 운행만 해야 함. 비교적 가벼워 노선 입선 제한으로부터 자유로운 편임.
텐더식 증기 기관차별도의 탄수차를 기관차에 연결하여 연료와 물을 적재하는 방식. 본선용. 싣는 연료량과 용수량이 매우 많아 멀리 갈 수 있고, 무게가 가벼워지는 속도가 느려 장거리 고속순항에 특화되어 있어 본선에 투입됨. 필수정차횟수는 적지만 연료와 용수를 재보급 받는 시간이 더 걸리며 육중하여 차량 중량에 따라선 일부 노선에의 진입이 금지될 수도 있음.

### 차륜 배치에 따른 구분
차륜 배치 항 및 화이트 식 표기 참조

### 차량 구조상의 특징에 따른 구분
수직보일러 기관차초기에 관찰되는 타입으로 보일러가 통상적인 횡치형이 아닌 수직형으로 된 경우. 미국의 톰 섬(Tom Thumb)형 증기 기관차 등.
프론트캡(Front-cab)형 증기 기관차운전실이 기관차의 앞쪽에 돌출된 형식. 대개 탄수차와 반대방향에 기관차가 배치된 형식을 의미함. 자동급탄/급유장치가 설치되기 시작한 전성기 및 후기 증기기관차에서 드물게 보이는 방식이다.
증기터빈식 기관차왕복피스톤 기관이 아닌, 증기 터빈을 탑재하여 구동하는 방식. 소수 존재.

### 프레임 구조에 따른 구분
고정프레임식 증기 기관차대개의 증기기관차가 해당하는 기본적인 구조로, 동륜 등이 모두 차체에 고정되어 별도로 회전하지 않는 방식.
연접식(Articulated) 증기 기관차 : 동륜군이 2개 이상으로 이루어져 있으며, 이 둘 모두 또는 하나가 회전 가능하도록 되어 있는 형식. 미국의 빅 보이(Big Boy)형 증기 기관차 등.
페어리(Fairly)식 기관차보일러가 양쪽으로 설치되어 있으며, 이것이 각각의 동륜군에 증기를 공급하는 방식. 각각의 동륜군은 보기 대차처럼 회전 가능하다.
메이어(Mayer)식 기관차페어리 식 증기 기관차와 유사하게 각 동륜군이 회전가능하나, 보일러의 설치는 일반적인 증기 기관차의 배치를 따르며, 실린더를 중앙부 쪽으로 향하게 설치한 방식.
말레(Mallet)식 기관차2개의 동륜군을 가지고 있으며, 이중 한 동륜군만 회전하는 구조로, 각 동륜군을 구동하는 실린더가 고압과 저압의 복식 구조로 구성되어 있는 것. 단, 레이아웃은 동일하나 실린더가 단식인 경우 단식 말레식으로 따로 분류하기도 함.
개럿(Garret)식 기관차2개의 동륜군이 분리되어 있으며, 이 동륜군을 연결하는 피벗 프레임 상에 보일러가 탑재되는 방식. 종종 각 동륜군 위에 연료와 물이 탑재되기도 함.
트리플렉스(Triplex)식 증기 기관차3단연접식 증기 기관차. 동륜군 3개를 가진 방식.

### 실린더에 따른 구분
실린더의 구조에 따라서
단식 실린더증기의 팽창을 1회만 활용하는 구조인 경우.
복식 실린더증기의 팽창을 2회 이상 활용하는 구조인 경우.
실린더의 숫자에 따라서
단면형 1-실린더식하나의 실린더만 설치되어 있는 방식으로, 중앙 또는 측방에 설치되어 있는 구조. 매우 드문 형태로, 옛 광업용 기관차 등에서 확인된다.
단면형 2-실린더식차량의 좌우측에 실린더가 배치되어 있는 방식.
양면형 2-실린더식실린더 2개를 합친 양면형 실린더 2개를 양현에 하나씩 설치하는 방식. 가장 일반적으로 쓰이는 방식으로 실린더 통은 2개지만 밸브가 양쪽에 있고 피스톤도 양면형이라 각 실린더는 2개의 실린더로서, 설치분을 다 합쳐서 기관차 하나는 4-실린더 방식으로서 기능한다. 증기기관차 거의 전부가 이 방식. 양쪽 바퀴는 서로 90도 틀어진 위치에서 배기하므로 한 바퀴를 도는데 한쪽당 2회씩 총 4회 배기하여 그 유명한 칙칙폭폭 소리가 나는 것이 바로 이 양면형 2-실린더식이다. 현재 본 문서상의 모든 증기기관차 설명 이미지 자료가 이 방식이다.
단면형 3-실린더식기관차 중앙에 추가로 중앙 실린더를 1개 추가한 방식. 유럽 등의 고성능 증기 기관차에 발견된다.
단면형 4-실린더식중앙 실린더를 좌우 2개로 나누어 설치한 방식. 가장 복잡한 형태.
양면형 2-실린더 복수대차식양면형 2-실린더를 양쪽에 하나씩 두개 부착한 증기기관차 하부를 보기형 굴절대차 하나로 만들고, 이를 기관차 1량에 두개나 붙여 양면형 4-실린더 혹은 8-실린더로 기능하게 만든, 위 가장 복잡하다는 단면형 4-실린더식보다도 거의 두배는 복잡한 방식. 위에 설명된 유니언 퍼시픽 빅 보이급 기관차로 대표되는 4-8-8-4 배열 기관차(미국)나 개럿(Garratt)형 기관차(영국)에 쓰는 방식이다.
실린더의 배치에 따라서
단현 실린더한쪽에만 실린더를 집중배치한 방식. 단일 실린더 방식에 많지만 3-실린더 방식에 기어드 샤프트 구동 형태로 쓰인 사례가 있다.
양현 실린더, 일제 각개구동양쪽에 실린더 하나당 한쪽 동륜 전부를 연결하여 구동시키는 일반적인 방식. 양현의 실린더는 양면형으로 2개의 실린더가 사실상 4개의 실린더로서 작동한다. 현재 본 문서상의 증기기관차 설명 이미지 자료는 전부 여기에 양면 실린더를 쓰는 형태들이다.
양현 실린더, 중앙 샤프트 사용 V형 엔진양현에 각 1개 이상의 피스톤을 V형으로 두고 차체하부 중앙에 구동 샤프트를 설치하여 구동하는 자동차같은 형태. Heisler 기어드 증기기관차에 사용되었다.

### 과열기 장착 여부에 따른 구분
포화증기식과열기 장착 없이 단순히 끓어오른 증기만을 사용하는 방식. 초기 방식으로 간단하나 응축 현상으로 인해 효율이 떨어진다.
과열증기식과열기를 통해 증기를 과열증기로 전환하여 사용하는 방식. 성능이 좋아지나, 보일러의 압력 증가나 과열 발생의 위험이 있다.

### 열원에 따른 구분
- 목탄 또는 임업 부산물
- 석탄
- 유류
- 전기 : 스위스등 일부 유럽지역에서 외부급전으로 전기를 받아다 물을 끓여 운행하는 전기증기기관차가 운행한 적이 있음.
- 원자력 : 이 방식을 채택한 실차량은 없으나, 구상 수준에서 검토된 적은 있음.

## 종류

### 한국의 증기 기관차

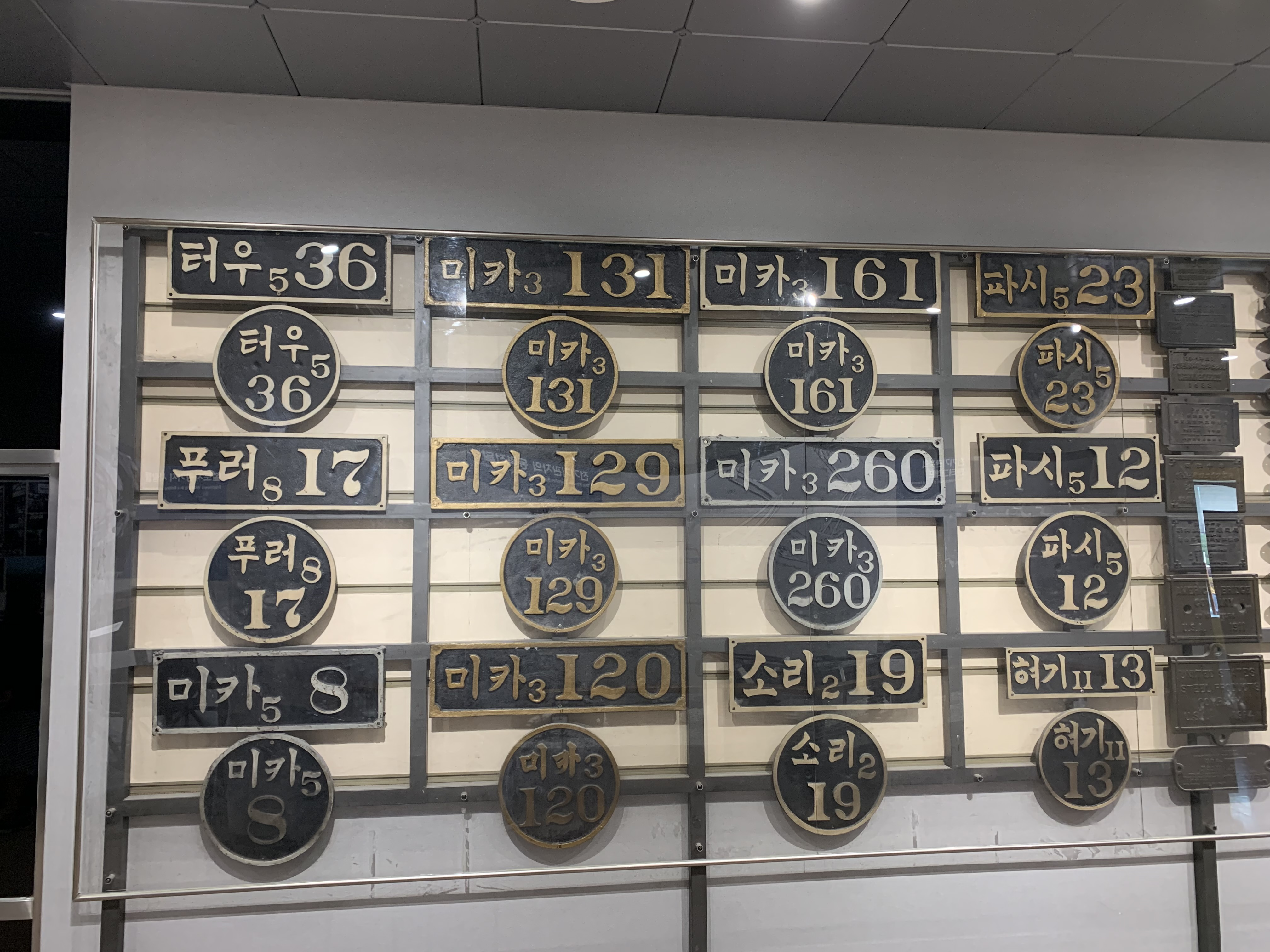
한국 철도에서 운행한 증기기관차의 명판

한국의 증기 기관차는 전부 고정 프레임 식을 기반으로 하고 있으며, 연접 구조 등과 같은 특별한 시스템이 사용되지는 않았다. 텐더식 기관차와 탱크식 기관차가 혼용 사용되었는데, 후기로 갈수록 장대화와 중량화가 진행되어 텐더식의 대형 증기 기관차가 점차 널리 사용되었다. 해방 이후에는 여객용으로 소리형과 파시형이, 화물용으로 미카형이, 근거리 여객용으로는 푸러형이 널리 사용되었고, 협궤 구간에서는 혀기형 증기 기관차가 사용되었다.
한국에서 운행했던 증기 기관차의 목록은 아래와 같다.
- 모가형 증기 기관차
- 4륜형 증기 기관차
- 푸러형 증기 기관차
- 아메형 증기 기관차
- 발틱형 증기 기관차
- 고로형 증기 기관차
- 사타형 증기 기관차
- 터우형 증기 기관차 : 1 보존 중,
- 마터형 증기 기관차 : 1 보존 중,
- 파시형 증기 기관차 : 1 보존 중,
- 혀기형 증기 기관차 : 6 보존 중,
- 미카형 증기 기관차 : 8 보존 중, 섬진강에서 이 차량을 모티브로 한 디젤 기관차가 운행 중,
- 900호대 증기 기관차 : 1 보존 중,
- 소리형 증기 기관차 : 1 미국에서 보존 중,

## 한국에서 보존된 증기 기관차 목록

### 기관차와 규칙적인 박차 1435 mm (56,5신장 4 발 8,5 신장)
| 사진 | 번호나 이름             | 디자인/축 배열 | 제조업체                   | 공장번호 | 건축연도 | 역사                                            | 소유자/운영자/노선    | 비고   |
| ---- | ----------------------- | -------------- | -------------------------- | -------- | -------- | ----------------------------------------------- | --------------------- | ------ |
|      | 한국철도공사 아니요.700 | 4-6-0          | 아메리칸 로코모티브 컴퍼니 |          | 1914     | 터우형 5 수업                                   | 서울대학교            | [ 4 ]  |
|      | 한국철도공사 아니요.23  | 4-6-2          | 가와사키 중공업            | 2649     | 1942     | 파시형 5 수업                                   | 철도박물관 (대한민국) | [ 5 ]  |
|      | 한국철도공사 아니요.10  | 2-8-2          | 가와사키 중공업            |          | 1942     | 마터형 2 수업                                   | 임진각국민관광지      | [ 6 ]  |
|      | 한국철도공사 아니요.129 | 2-8-2          | 닛폰차량제조               |          | 1938     | 미카형 3 수업                                   | 국립대전현충원        | [ 7 ]  |
|      | 한국철도공사 아니요.161 | 2-8-2          | 닛폰차량제조               | 830      | 1939     | 미카형 3 수업                                   | 철도박물관 (대한민국) | [ 8 ]  |
|      | 한국철도공사 아니요.244 | 2-8-2          | 닛폰차량제조               |          | 1944     | 미카형 3 수업                                   | 임진각국민관광지      | [ 9 ]  |
|      | 한국철도공사 아니요.304 | 2-8-2          | 닛폰차량제조               |          | 1945     | 미카형 3 수업                                   | 제주도                | [ 10 ] |
|      | 한국철도공사 아니요.31  | 2-8-2          | 닛폰차량제조               |          | 1952     | 미카형 5 수업                                   | 영산포역              | [ 11 ] |
|      | 한국철도공사 아니요.37  | 2-8-2          | 닛폰차량제조               |          | 1952     | 미카형 5 수업                                   | 현대위아              | [ 12 ] |
|      | 한국철도공사 아니요.48  | 2-8-2          | 닛폰차량제조               |          | 1952     | 미카형 5 수업                                   | 대구어린이세상        | [ 13 ] |
|      | 한국철도공사 아니요.56  | 2-8-2          | 닛폰차량제조               |          | 1952     | 미카형 5 수업                                   | 화랑대역 (폐역)       | [ 14 ] |
|      | 한국철도공사 아니요.901 | 2-8-2          | 중국중차                   | 3016     | 1994     | 대한민국 철도청 900호대 증기 기관차 아니요.3016 | 풍기역                | [ 15 ] |

### 기관차와 규칙적인 박차 762 mm (30 신장)
| 사진 | 번호나 이름            | 디자인/축 배열 | 제조업체        | 공장번호 | 건축연도 | 역사           | 소유자/운영자/노선    | 비고   |
| ---- | ---------------------- | -------------- | --------------- | -------- | -------- | -------------- | --------------------- | ------ |
|      | 한국철도공사 아니요.1  | 2-6-2t         | 미쓰비시 중공업 |          | 1951     | 혀기형 1 수업  | 화랑대역 (폐역)       | [ 16 ] |
|      | 한국철도공사 아니요.12 | 2-8-2          | 닛폰차량제조    |          | 1944     | 혀기형 11 수업 | 삼성화재교통박물관    | [ 17 ] |
|      | 한국철도공사 아니요.13 | 2-8-2          | 닛폰차량제조    |          | 1944     | 혀기형 11 수업 | 철도박물관 (대한민국) | [ 18 ] |
|      | 한국철도공사 아니요.14 | 2-8-2          | 닛폰차량제조    |          | 1944     | 혀기형 11 수업 | 모나 용평             | [ 19 ] |
|      | 한국철도공사 아니요.7  | 2-8-2          | 닛폰차량제조    | 1562     | 1950     | 혀기형 7 수업  | 소래역사관            | [ 20 ] |
|      | 한국철도공사 아니요.28 | 2-8-2          | 닛폰차량제조    |          | 1934     | 혀기형 8 수업  | 국립어린이과학관      | [ 21 ] |

## 참고 문헌
- B. Hollingsworth(2000). Trains of the world. MBI Publishing. ISBN 0-7603-0891-8
- 강태식(1986). 《세계의 증기기관차》.제일문화사.

## 같이 보기
- 파시형 증기 기관차 x 1
- 터우형 증기 기관차 x 1
- 마터형 증기 기관차 x 1
- 혀기형 증기 기관차 x 6
- 미카형 증기 기관차 x 8
- 900호대 증기 기관차 x 1
- 조지 스티븐슨